# 슬로켓

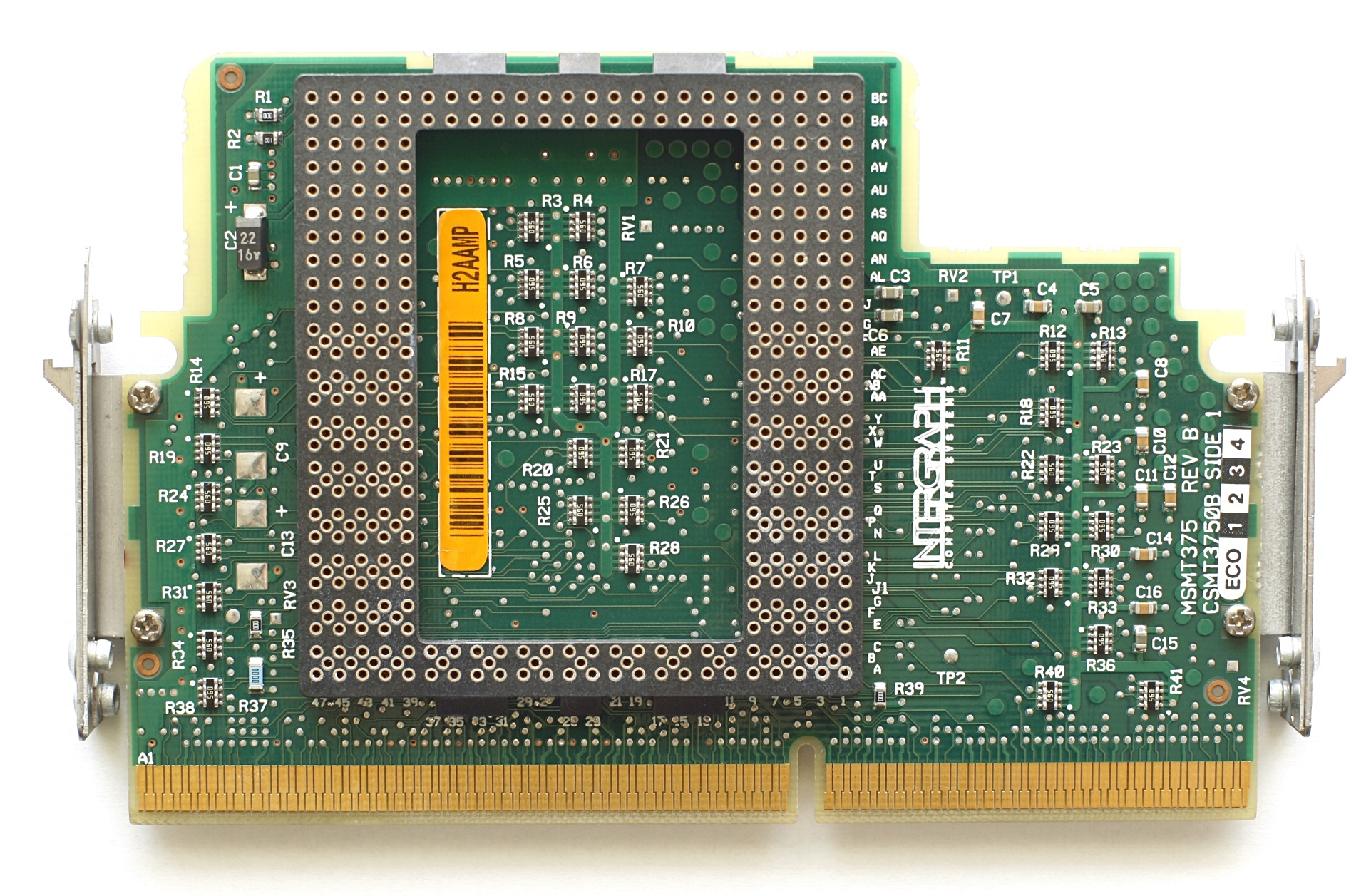
소켓 8 슬로켓

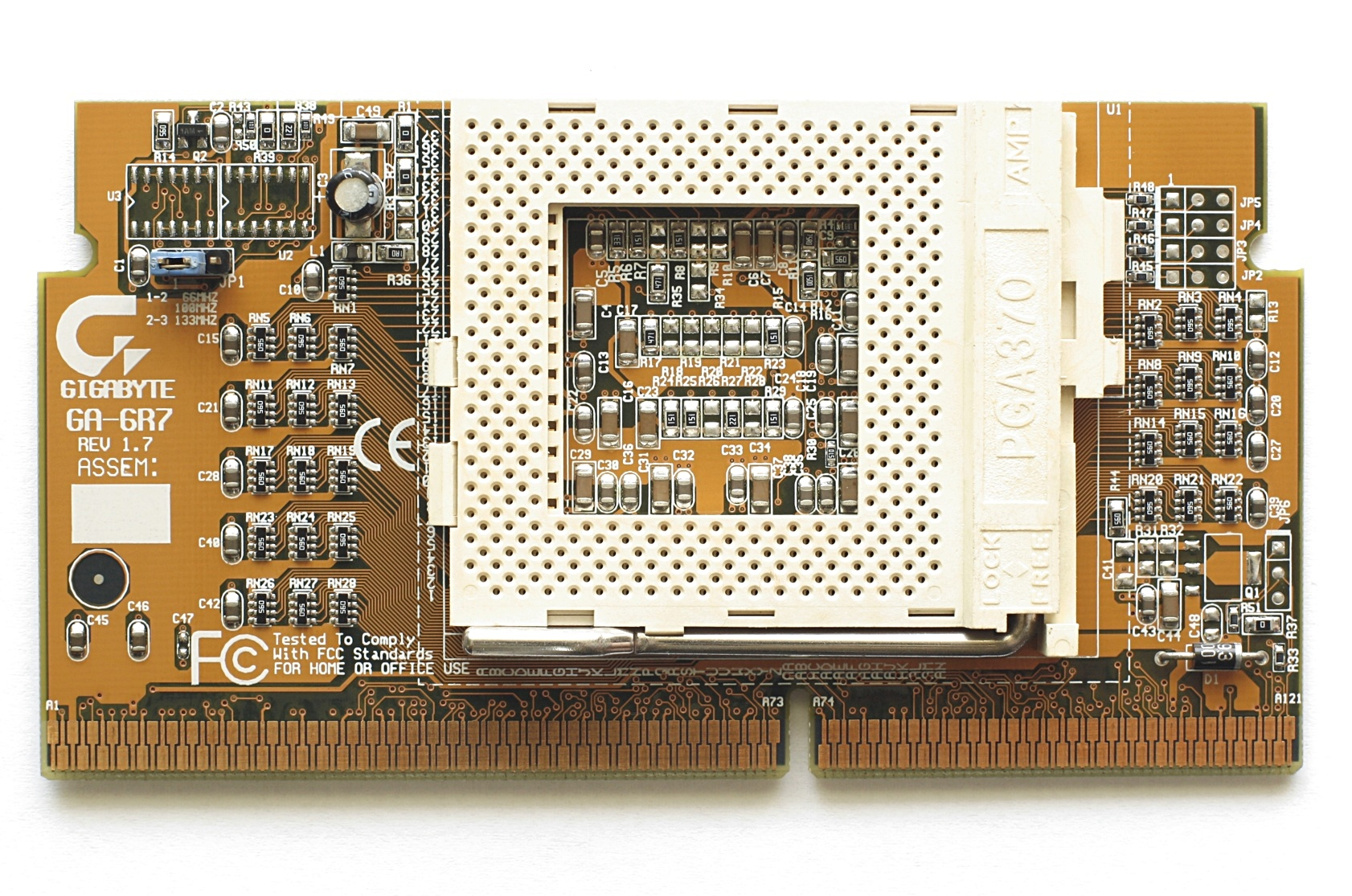
소켓 370 슬로켓

슬로켓(slotket 또는 slocket)은 slot to socket의 줄임말로 소켓형 마이크로프로세서를 슬롯형 메인보드에 사용하기 위한 어댑터이다. 시중에서는 라이저 카드라고도 불린다.
슬로켓은 원래 소켓 8 펜티엄 프로 프로세서를 슬롯 1 메인보드에 사용하기 위해 개발되었지만 소켓 370 셀러론을 슬롯 1 메인보드에 장착하기 위해 널리 사용되었다. 슬로켓은 적은 비용으로 컴퓨터를 조립하거나 듀얼 프로세서같은 특별한 용도로 사용되었는데 2개의 슬롯 1 프로세서를 사용할 수 있는 고급형 메인보드는 흔한 반면 저가형 소켓 370을 2개 가진 메인보드는 구하기 어려웠기 때문이다. 슬로켓은 슬롯 1 메인보드에서 펜티엄 III로 CPU를 업그레이드하는데 널리 사용되었다.
인텔 프로세서와는 달리 AMD 애슬론 프로세서를 위한 소켓 A를 슬롯 A로 변환하는 슬로켓은 발매되지 않았다.

## 같이 보기
- CPU 소켓